# Rhytidoponera luteipes
Rhytidoponera luteipes är en myrart som beskrevs av Ward 1984. Rhytidoponera luteipes ingår i släktet Rhytidoponera och familjen myror. Inga underarter finns listade i Catalogue of Life.